# Bellicus
Bellicus é um jogo de estratégia online. Nele o jogador possui uma base militar onde terá que construir edifícios e pesquisar tecnologias para criar e evoluir tropas gerindo recursos.
O jogo é desenvolvido em comunidade e será jogado com as alterações implementadas e votadas através de enquetes no fórum de forma que a comunidade interaja.